# 185733 Luigicolzani
185733 Luigicolzani este o planetă minoră (asteroid) din centura de asteroizi. A fost descoperită pe 28 noiembrie 1998 la Sormano de Marco Cavagna⁠(d). 
Obiectul prezintă o orbită caracterizată de o semiaxă mare de 2,688234054589 UAi, o excentricitate de 0,23, o înclinație de 7,8 ° în raport cu ecliptica.